# Mariona Forteza
Mariona Forteza (Tarragona, 1981) és una cantautora i periodista balear que resideix a Mallorca. Col·labora amb IB3 el dilluns dins del magazín Al Dia.
Va ser periodista de professió durant uns anys, entre d'altres com a redactora a El Mundo i El Día de Baleares. L'any 2012 decideix fer un punt i a part en la seva trajectòria i comença a dedicar-se professionalment a la música. Realitza espectacles de divulgació cultural en recintes monumentals i va recopilar unes cançons d'aquestes en l'EP Veus de la nit.
Obres destacades
- Veus de la nit (EP - 2013)[4]
- La veu de Bellver (2013)
- Ramon Muntaner i la memòria dels reis (2016) dirigit per Carlos Garrida amb cançons de Forteza[5]
- Llum Profunda (2019) programa amb cançons sobre la relació epistolar entre el beatle George Harrison i el filòleg Joan Mascaró i Fornés[6]